# Miconia
Miconia es un género de plantas  perteneciente a la familia  Melastomataceae.Comprende 1350 especies descritas y de estas, solo 709 aceptadas.  Las hojas se caracterizan por tener el haz verde oscura y el envés púrpura.
Algunas especies están consideradas en peligro debido a pérdida de hábitat.

## Descripción
Arbustos o árboles, raramente trepadoras leñosas, con pelosidad diversa o glabras; ramitas teretes, cuadradas o con 2 bordes aplanados. Hojas cartáceas a coriáceas, 3-7(-11)-nervias o 3-7(-11)-plinervias, enteras a onduladas, serruladas, o denticuladas. Inflorescencias en panículas o cimas multifloras erectas (raramente péndulas) terminalmente bracteadas, raramente en espigas verticiladas. Flores (4-)5(-8)-meras, típicamente bisexuales o unisexuales, diplostémonas o raramente pleostémonas, sésiles o cortamente pediceladas. Hipanto terete, campanulado, urceolado o casi globoso, ocasionalmente apostillado; cáliz usualmente lobado pero en ocasiones truncado y parecido a un reborde (fusionado en el botón y abriéndose en la antesis en un número reducido de especies), típicamente persistente en el fruto pero caduco en algunas especies; dientes exteriores del cáliz usualmente bien desarrollados, en ocasiones inconspicuos o no desarrollados. Pétalos típicamente obovado-oblongos a linear-oblongos y comúnmente sin cilios, glabros a granulosos o papilosos (estrellados en un número reducido de especies), blancos a rosados o magentas (raramente rojos o amarillos). Estambres isomorfos o anisomorfos, las anteras oblongas, subuladas o cuneadas, 2-4-loculares, abriéndose por 1, 2 o 4 poros terminales o raramente por hendiduras ventrales alargadas agrietadas; conectivo simple, no prolongado o solo ligeramente prolongado o con diversos apéndices dorsibasalmente y/o ventribasalmente. Estigma puntiforme a truncado, capitado o peltado; ovario (2-)3-5(-8)-locular, parcial a completamente ínfero. Fruto en baya; semillas ovoides a galeiformes, piramidales o lunulares, lisas o diversamente esculpidas.

## Hábitat
Son nativos de zonas cálidas y tropicales de América principalmente en Brasil. También habitan en las Islas Galápagos en Ecuador, que al parecer han sido invadidas por la quina o cascarilla. La mayoría de las especies son arbustos y pequeños árboles de hasta 15 metros de altura. 
Miconia calvescens es una planta invasiva en las islas del Pacífico y es considerada una plaga.

## Taxonomía
El género fue descrito por Ruiz & Pav. y publicado en Florae Peruvianae, et Chilensis Prodromus 60. 1794. La especie tipo es: Miconia triplinervis Ruiz & Pav.
Etimología
Miconia: nombre genérico que fue otorgado en honor del botánico catalán Francisco Micó.

## Especies
- Miconia abbreviata
- Miconia aequatorialis
- Miconia albican
- Miconia aligera
- Miconia alpina
- Miconia argentea
- Miconia ascendens
- Miconia asplundii
- Miconia aspratilis
- Miconia ayacuchensis
- Miconia bailloniana
- Miconia barbipilis
- Miconia barclayana
- Miconia beneolens
- Miconia benoistii
- Miconia bipatrialis
- Miconia bolivarensis
- Miconia brevistylis
- Miconia brevitheca
- Miconia caelata
- Miconia caesariata
- Miconia cabucu
- Miconia cajanumana
- Miconia calignosa
- Miconia calophylla
- Miconia calvescens
- Miconia campii
- Miconia capitellata
- Miconia castillensis
- Miconia castrensis
- Miconia centrosperma
- Miconia cercophora
- Miconia collayensis
- Miconia conformis
- Miconia corazonica
- Miconia cosangensis
- Miconia crebribullata
- Miconia cundinamarcencis
- Miconia cuprea
- Miconia curvitheca
- Miconia cutucuensis
- Miconia dapsiliflora
- Miconia demissifolia
- Miconia dielsii
- Miconia dissimulans
- Miconia dodsonii
- Miconia espinosae
- Miconia explicita
- Miconia floccosa
- Miconia fosbergii
- Miconia fuliginosa
- Miconia gibba
- Miconia glandulistyla
- Miconia glyptophylla
- Miconia gonioclada
- Miconia grayana
- Miconia griffisii
- Miconia guayaquilensis
- Miconia hexamera
- Miconia hirsutivena
- Miconia hospitalis
- Miconia huigrensis
- Miconia hylophila
- Miconia idiogena
- Miconia imitans
- Miconia inanis
- Miconia innata
- Miconia jorgensenii
- Miconia lachnoclada
- Miconia laevigata (L.) D. Don - cordobán de Cuba, cordobancillo de Cuba.[6]
- Miconia lanata - cordobán peludo de Cuba[6]
- Miconia laxa
- Miconia leandroides
- Miconia ledifolia
- Miconia littlei
- Miconia longisetosa
- Miconia lugonis
- Miconia macbrydeana
- Miconia mediocris
- Miconia medusa
- Miconia namandensis
- Miconia nasella
- Miconia nubicola
- Miconia oellgaardii
- Miconia oligantha
- Miconia ombrophila
- Miconia onaensis
- Miconia pailasana
- Miconia papillosa
- Miconia pastazana
- Miconia pausana
- Miconia penningtonii
- Miconia perelegans
- Miconia pernettifolia
- Miconia phaeochaeta
- Miconia pilaloensis
- Miconia pisinniflora
- Miconia poecilantha
- Miconia poortmannii
- Miconia prasina (Sw.) DC.
- Miconia prietoi
- Miconia prominens
- Miconia protuberans
- Miconia pseudorigida
- Miconia quitensis
- Miconia reburrosa
- Miconia renneri
- Miconia rimbachii
- Miconia rivetii
- Miconia robinsoniana
- Miconia rubiginosa
- Miconia santaritensis
- Miconia scabra
- Miconia scutata
- Miconia seticaulis
- Miconia setulosa
- Miconia silicicola
- Miconia sodiroi
- Miconia sparrei
- Miconia squamulosa
- Miconia stenophylla
- Miconia stenostachya
- Miconia suborbicularis
- Miconia superba
- Miconia tephrodes
- Miconia tomentosa
- Miconia vesca
- Miconia villonacensis
- Miconia zamorensis
- Miconia lamprophylla Triana

## Biografía
1. Almeda, A. 2001. Melastomataceae in Fl. Nicaragua. Monogr. Syst. Bot. Missouri Bot. Gard. 85(2): 1339–1419.
2. Davidse, G., M. Sousa Sánchez, S. Knapp & F. Chiang Cabrera. (eds.) 2009. Cucurbitaceae a Polemoniaceae. Fl. Mesoamer. 4(1): 1–855.
3. Forzza, R. C. & et al. et al. 2010. 2010 Lista de especies Flora do Brasil. https://web.archive.org/web/20150906080403/http://floradobrasil.jbrj.gov.br/2010/.
4. Idárraga-Piedrahíta, A., R. D. C. Ortiz, R. Callejas Posada & M. Merello. (eds.) 2011. Fl. Antioquia: Cat. 2: 9–939. Universidad de Antioquia, Medellín.
5. Luteyn, J. L. 1999. Páramos, a checklist of plant diversity, geographical distribution, and botanical literature. Mem. New York Bot. Gard. 84: viii–xv, 1–278.
6. Molina Rosito, A. 1975. Enumeración de las plantas de Honduras. Ceiba 19(1): 1–118.
7. Stevens, W. D., C. Ulloa Ulloa, A. Pool & O. M. Montiel Jarquin. 2001. Flora de Nicaragua. Monogr. Syst. Bot. Missouri Bot. Gard. 85: i–xlii,.
8. Zuloaga, F.O. 1997. Catálogo de las plantas vasculares de la Argentina. Monogr. Syst. Bot. Missouri Bot. Gard. 74(1–2): 1–1331.